# Караери
Караери (азерб. Qarayeri) — посёлок городского типа в Самухском районе Азербайджана. Посёлок расположен в 4 км от железнодорожной станции Алабашлы (на линии Гянджа — Акстафа).
В 1930 году был образован Самухский район с центром в с. Карагачлы (позднее с. Самух). Решением № 11 Верховного Совета Азербайджанской ССР от 24 января 1939 года был образован Сафаралиевский район, выведенный из состава городских районов Кировабада. В 1954 году в связи с тем, что большая часть территорий оказалась под водой в связи с строительством Мингечаурской гидроэлектростанции, Самухский район был ликвидирован и присоединен к Сафаралиевскому району. Сафаралиев — посёлок городского типа в Ханларском районе Азербайджанской ССР.  Самухский район был вновь создан по указу № 72 Национального Совета Верховного Совета Азербайджанской Республики от 18 февраля 1992 года с центром в посёлке городского типа Сафаралиев. Решением Национального Совета от 31 декабря 1992 года название посёлка Сафаралиев было изменено и стало Набиагалы, в 2008 году преобразован в город Самух.
Решением Милли меджлиса (Парламента) Республики Азербайджан от 2008 года Ханларский район был упразднен, в связи с этим поселок Караери как территориальная единица была передана в состав Самухского района.
По данным БСЭ в Караери размещались виноградарский совхоз и винный завод.

## Население
| 1970 | 1979 | 1989 | 2011 |
| ---- | ---- | ---- | ---- |
| 3747 | 4248 | 4472 | 5800 |